# 贝尔梅利亚尔
贝尔梅利亚尔，是西班牙卡斯蒂利亚-莱昂萨拉曼卡省的一个市镇。 总面积29平方公里，总人口208人（2001年），人口密度7人/平方公里。